# Alessandro Campagna
Alessandro Campagna (Palermo, 1963. június 26. –) olimpiai bajnok (1992), világbajnok (1994) és Európa-bajnok (1993) olasz vízilabdázó, az olasz férfi vízilabda-válogatott szövetségi kapitánya.

## Eredményei
Játékosként
- olimpiai bajnok (1992)
- világbajnok (1994)
- világbajnoki ezüstérmes (1986)
- Európa-bajnok (1993)
- Európa-bajnoki bronzérmes (1987, 1989)
- Világkupa-győztes (1993)
- Világkupa ezüstérmes (1989)
- Világkupa bronzérmes(1983)
- Universiade győztes (1987)
- Mediterrán Játékok-győztes (1987, 1991, 1993)
- LEN-kupa győztes (1993),
- Olasz Kupa-győztes (1995)
- KEK-győztes (1996)